# 3563 Кентербері
3563 Кентербері (3563 Canterbury) — астероїд головного поясу, відкритий 23 березня 1985 року.
Тіссеранів параметр щодо Юпітера — 3,295.